# Irauçuba
Irauçuba é um município brasileiro no estado do Ceará.
Segundo o Censo 2022 do Instituto Brasileiro de Geografia e Estatística, a população do município é de 23 915 habitantes.

## Etimologia
O topônimo "Irauçuba" vem do tupi antigo îoaûsuba, "amizade". Foi um nome atribuído artificialmente em junho de 1899 pelo desembargador Álvaro de Alencar, em comum acordo com a população.

## História
As terras entre as serras Uruburetama, das Lanchinhas e de São Caetano, e os morros do Urubu e de Missi, eram habitadas por diversas etnias tupis e tapuias, entres elas os Anacé, Apuiaré, Kariri e outras, antes de formar-se o povoado de pura características sertanejas, que desenvolveu-se ao redor da capela de São Luiz de Gonzaga. Numa planície, circundada por uma cadeia de montes ao longe, com características puramente sertanejas, surgiu a povoação denominada, de início, Cacimba do Meio.
No ano de 1819, Luís da Mota e Melo e seu irmão Herculano Rodrigues Mota compraram a fazenda Cacimba do Meio, de propriedade de Agostinho de Sousa Leal e Ludovico Pinto de Mesquita. Luís e Herculano haviam vindo de Pernambuco juntamente com seus familiares. Chegaram com muitas dificuldades, pois toda essa faixa de terra era desabitada e coberta de mata brava cortada pelo Riacho Lanchinha, com sua nascente nas terras onde atualmente fica o assentamento Saco Verde. O local mais preciso do Riacho é onde hoje temos o açude Paulo Bastos, construído ainda quando a cidade era distrito, graças aos esforços políticos e financeiros do então chefe político local, Paulo Rodrigues Bastos, que empenhou seu patrimônio financeiro particular na construção do referido equipamento hídrico.
Ao chegarem aqui, Luis da Mota e Melo e sua comitiva fizeram seu rancho debaixo de um pé de juazeiro (o juazeiro ficava onde hoje é a atual Igreja Matriz e a Casa Paroquial). O local que deu origem à cidade de Irauçuba foi um pé de juazeiro como este. A primeira casa era pertencente a Luis da Mota e Melo. Hoje, a rua possui seu nome. Era a única casa feita de tijolos na época; depois, seus irmãos, juntamente com ele, construíram várias casas de taipa, à margem da estrada real, uma estrada de terra, à época e que ligava Fortaleza a Sobral, hoje rodovia BR-222. Estas casas foram feitas para moradores que vinham de longe habitarem: a casa de Luis da Mota e Melo foi um rancho de repouso para todos os viajantes que aqui passavam.
O nome de "Cacimba do Meio" era bastante antigo, existindo quando a propriedade ainda pertencia a Ludovico Pinto de Mesquita. Tal nome prevaleceu até junho de 1899. Nesse ano, um movimento popular comandado pelo desembargador Álvaro de Alencar, juiz de Itapajé, mudou a antiga denominação para a atual, que, na língua tupi antiga, significa "amizade". Dentre as famílias que foram fundadoras de Irauçuba, estavam: Mota, Bastos, Ramos, Domingues, Vasconcelos, Braga e Bezerra.
Em 1905, Irauçuba passou a figurar como distrito pertencente a São Francisco. Em divisão administrativa referente ao ano de 1911, o distrito de Irauçuba permanece no município de São Francisco. Assim permanecendo em divisões territoriais datadas de 31 de dezembro de 1936 e 31 de dezembro de 1937. Em 1943, o município de São Francisco muda o nome para Itapagé pelo decreto-lei estadual nº 1 114, de 30 de dezembro de 1943.
Em 20 de Maio de 1957, foi aprovada a Lei Nº 3 598, que criou o Município de Irauçuba, desmembrando-o do Município de Itapajé, com sede no distrito Irauçuba, que passa à categoria de cidade. Em 21 de junho de 1957, foi oficialmente instalado o município de Irauçuba, com os seguintes Distritos: Missi e Juá. Após algum tempo, foi acrescido o distrito de Boa Vista do Caxitoré e o mais novo distrito do Coité. Em 1957, Irauçuba conseguiu se emancipar politicamente e teve, como primeiro prefeito, Walmar de Andrade Braga.
Em 1957, Irauçuba se emancipa de Itapagé, e anexa o território de mais 2 distritos de Itapagé: Juá e Missi. Em 1963, é criado o distrito de Boa Vista do Caxitoré. Em 2005, a antiga localidade de Coité se eleva à categoria de distrito.
Em divisão territorial datada de 1 de julho de 1960, o município é constituído de 3 distritos: Irauçuba, Juá e Missi.
Pela lei estadual nº 6 476, de 26 de agosto de 1963, é criado o distrito de Boa Vista do Caxitoré e anexado ao município de Irauçuba. Pela lei estadual nº 6 724, de 31 de outubro de 1963, desmembra do município de Irauçuba, o distrito de Juá. Elevado à categoria de município.
Em divisão territorial datada de 31 de dezembro de 1968, o município é constituído de 3 distritos: Irauçuba, Boa Vista do Caxitoré e Missi. Pela lei estadual nº 8 339, de 14 de dezembro de 1965, Irauçuba adquiriu o extinto município de Juá, como simples distrito.

## Política
Irauçuba, desde sua elevação à categoria de município em 20 de Maio de 1957 (Lei 3 598), já teve os seguintes prefeitos:
- 1ª Legislatura – de 1959 a 1963: Walmar de Andrade Braga
- 2ª Legislatura – de 1963 a 1967: Jorge Domingues de Araújo
- 3ª Legislatura - de 1967 a 1971: Walmar de Andrade Braga
- 4ª Legislatura - de 1971 a 1972: Antonio Negreiros Bastos
- 5ª Legislatura – de 1973 a 1977: Patriolino Rodrigues Barbosa
- 6ª Legislatura – de 1977 a 1983: Antonio Negreiros Bastos
- 7ª Legislatura – de 1983 a 1989: Antonio Gaudêncio Anário Braga
- 8ª Legislatura – de 1989 a 1993: Antonio Negreiros Bastos
- 9ª Legislatura – de 1993 a 1996: Antonio Gaudêncio Anário Braga
- 10ª Legislatura – de 1997 a 2000: Antonio Evaldo Gomes Bastos
- 11ª Legislatura – de 2001 a 2004: Antonio Evaldo Gomes Bastos
- 12ª Legislatura - de 2005 a 2008: Raimundo Nonato Souza Silva
- 13ª Legislatura - de 2009 a 2012: Raimundo Nonato Souza Silva
- 14ª Legislatura - de 2013 a 2016: José Elisnaldo Mota Pinto (Zé Mota)
- 15ª Legislatura - de 2017 a julho de 2019: Raimundo Nonato Souza Silva (cassado)[11]
  - 15ª Legislatura - de outubro de 2019 a 2020: Geraldina Lopes Braga[11]
- 16° Legislatura - de 2021 a 2024: Patrícia Maria Santos Barreto[12]

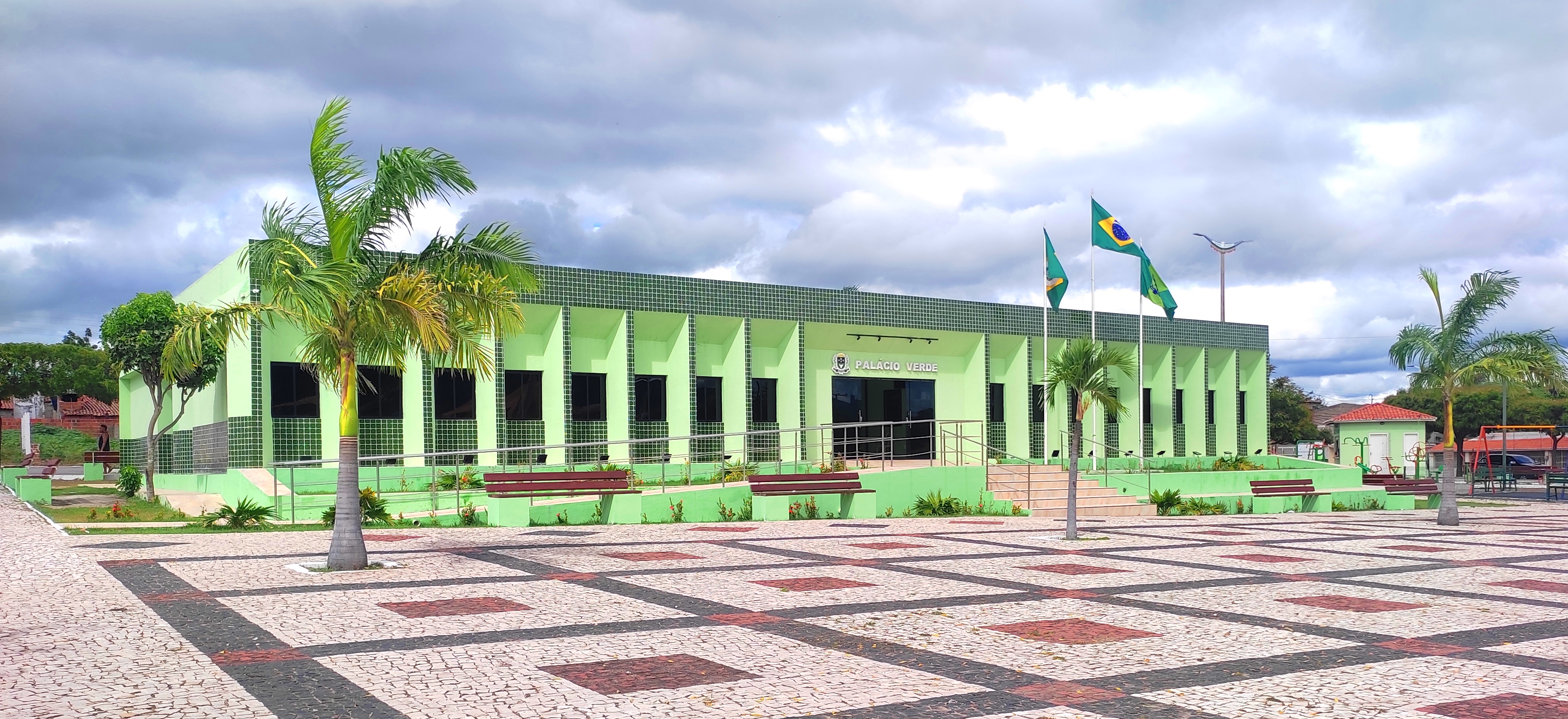
Prefeitura

## Geografia

### Clima
Com clima tropical quente semiárido e chuvas concentradas de janeiro a abril, sua pluviometria média é de 539 milímetros. O município encontra-se em acentuado estado de desertificação causada pela escassez de água precipitada.
| Dados climatológicos para Irauçuba | Dados climatológicos para Irauçuba | Dados climatológicos para Irauçuba | Dados climatológicos para Irauçuba | Dados climatológicos para Irauçuba | Dados climatológicos para Irauçuba | Dados climatológicos para Irauçuba | Dados climatológicos para Irauçuba | Dados climatológicos para Irauçuba | Dados climatológicos para Irauçuba | Dados climatológicos para Irauçuba | Dados climatológicos para Irauçuba | Dados climatológicos para Irauçuba | Dados climatológicos para Irauçuba |
| Mês                                | Jan                                | Fev                                | Mar                                | Abr                                | Mai                                | Jun                                | Jul                                | Ago                                | Set                                | Out                                | Nov                                | Dez                                | Ano                                |
| ---------------------------------- | ---------------------------------- | ---------------------------------- | ---------------------------------- | ---------------------------------- | ---------------------------------- | ---------------------------------- | ---------------------------------- | ---------------------------------- | ---------------------------------- | ---------------------------------- | ---------------------------------- | ---------------------------------- | ---------------------------------- |
| Temperatura máxima recorde (°C)    | 32,3                               | 31,3                               | 29,9                               | 29,9                               | 30,0                               | 30,5                               | 31,2                               | 32,1                               | 32,7                               | 33,7                               | 33,1                               | 32,8                               | 33,7                               |
| Temperatura mínima recorde (°C)    | 21,9                               | 21,9                               | 21,6                               | 21,6                               | 21,3                               | 20,7                               | 20,1                               | 20,6                               | 20,9                               | 21,0                               | 21,4                               | 21,7                               | 20,1                               |
| Chuva (mm)                         | 44,9                               | 95,8                               | 178,7                              | 181,5                              | 90,9                               | 31,7                               | 4,6                                | 4,5                                | 1,9                                | 4,9                                | 5,7                                | 18,9                               | 663,7                              |
| Dias com precipitação              | 11                                 | 12                                 | 13                                 | 17                                 | 13                                 | 6                                  | 4                                  | 1                                  | 1                                  | 0                                  | 1                                  | 2                                  | 81                                 |
| Umidade relativa (%)               | 62                                 | 73                                 | 84                                 | 86                                 | 79                                 | 68                                 | 66                                 | 53                                 | 52                                 | 51                                 | 58                                 | 62                                 | 66,1                               |
| Dias de sol                        | 20                                 | 16                                 | 17                                 | 13                                 | 17                                 | 25                                 | 27                                 | 30                                 | 30                                 | 31                                 | 30                                 | 29                                 | 284                                |
| Insolação (h)                      | 185,4                              | 151,7                              | 154,6                              | 160,4                              | 188,7                              | 204,2                              | 219,9                              | 275,7                              | 272,8                              | 285,6                              | 242,7                              | 210,8                              | 2 552,5                            |
| Fonte:                             |                                    |                                    |                                    |                                    |                                    |                                    |                                    |                                    |                                    |                                    |                                    |                                    |                                    |
| Fonte 2:                           |                                    |                                    |                                    |                                    |                                    |                                    |                                    |                                    |                                    |                                    |                                    |                                    |                                    |

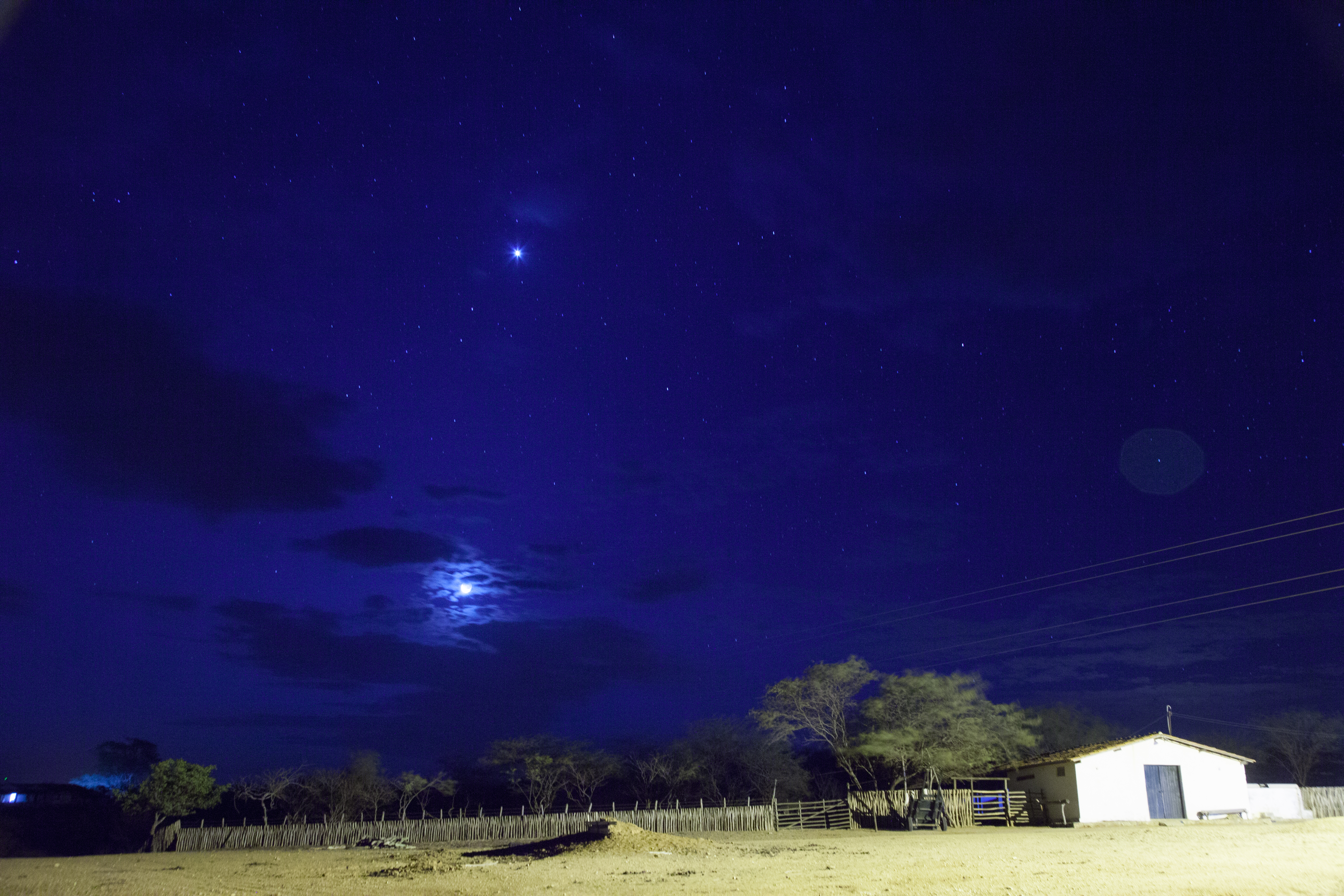
Zona rural de Irauçuba à noite